# Heinz E. Herzig
Heinz E. Herzig (* 4. Juli 1936) ist ein Schweizer Althistoriker.
Heinz E. Herzig wurde 1968 an der Universität Bern promoviert und war seit 1972 dort Lehrbeauftragter. 1978 folgte die Habilitation, zwei Jahre später die Berufung auf den althistorischen Lehrstuhl in Bern als Nachfolger seines Lehrers Gerold Walser. 2001 wurde Herzig pensioniert, sein Nachfolger wurde kurzzeitig Bruno Bleckmann, dann Stefan Rebenich.
Gemeinsam mit seinem Lehrer Walser stand Herzig für eine fast 50-jährige Kontinuität auf dem Berner althistorischen Ordinariat. Im Zentrum seiner Forschungen steht die Historische Geographie, insbesondere die Altstraßenforschung. Herzig war einer der Leiter des Inventars historischer Verkehrswege der Schweiz (IVS). Einer seiner Schwerpunkte war hier die Erforschung der römischen Straßen auf dem Gebiet der heutigen Schweiz.

## Schriften (Auswahl)
- mit Regula Frei-Stolba (Hrsg.): Siedlung und Verkehr im Römischen Reich. Römerstraßen zwischen Herrschaftssicherung und Landschaftsprägung. Akten des Kolloquiums zu Ehren von Prof. H. E. Herzig vom 28. und 29. Juni 2001 in Bern. Lang, Bern 2004.
- mit Regula Frei-Stolba (Hrsg.): Labor omnibus unus. Gerold Walser zum 70. Geburtstag dargebracht von Freunden, Kollegen und Schülern. Steiner, Stuttgart 1989.
- Versuche über historische Interpretation. Lang, Bern 1972.
- Le réseau routier des régions VI et VIII d'Italie. Cappelli, Bologna 1970 (Dissertation).